# Liste der Kulturgüter in Le Locle
Die Liste der Kulturgüter in Le Locle enthält alle Objekte in der Schweizer Gemeinde Le Locle im Kanton Neuenburg, die gemäss der Haager Konvention zum Schutz von Kulturgut bei bewaffneten Konflikten, dem Bundesgesetz vom 20. Juni 2014 über den Schutz der Kulturgüter bei bewaffneten Konflikten sowie der Verordnung vom 29. Oktober 2014 über den Schutz der Kulturgüter bei bewaffneten Konflikten unter Schutz stehen.
Objekte der Kategorien A und B sind vollständig in der Liste enthalten, Objekte der Kategorie C fehlen zurzeit (Stand: 1. Januar 2023).

## Kulturgüter
| Foto |                                                                                           | Objekt | Kat. | Typ | Standort                                                                    | Beschreibung |
| ---- | ----------------------------------------------------------------------------------------- | --- | ---- | --- | --------------------------------------------------------------------------- | ------------ |
| ja   | Datei hochladen · Wikidata zu Château des Monts (Q29523056)                               | Château des Monts KGS-Nr.: 04035                                                                               | A    | G   | Route des Monts 65 547683 / 212744                                          |              |
| ja   | Datei hochladen · Wikidata zu Höhlenmühlen von Le Locle (Anlage) (Q174740)                | Höhlenmühlen von Le Locle (Anlage) / Moulins souterrains du Col-des-Roches (édifice) KGS-Nr.: 04037            | A    | G   | Col-des-Roches 23–25 545497 / 211136                                        |              |
| ja   | Datei hochladen · Wikidata zu Rathaus (Q29523061)                                         | Rathaus / Hôtel de ville KGS-Nr.: 04043                                                                        | A    | G   | Avenue de l’Hôtel-de-Ville 1 547357 / 211864                                |              |
| ja   | Datei hochladen · Wikidata zu Villa Favre-Jacot (Q29523079)                               | Villa Favre-Jacot KGS-Nr.: 04047                                                                               | A    | G   | La Côte-des-Billodes 6 546483 / 211711                                      |              |
| ja   | Datei hochladen · Wikidata zu Höhlenmühlen von Le Locle (Sammlung) (Q56218937)            | Höhlenmühlen von Le Locle (Sammlung) / Moulins souterrains du Col-des-Roches (collection) KGS-Nr.: 08673       | A    | S   | Col-des-Roches 23–25 545496 / 211126                                        |              |
| BW   | Datei hochladen · Wikidata zu Uhrenmuseum (Q6943587)                                      | Uhrenmuseum / Museé d’horlogerie KGS-Nr.: 08674                                                                | A    | S   | Route des Monts 65 547676 / 212738                                          |              |
| ja   | Datei hochladen · Wikidata zu Zenith SA (Q19843692)                                       | Zenith SA KGS-Nr.: 10114                                                                                       | A    | G   | Rue des Billodes 30, 32, 34, 36, 38 / Rue de la Côte 39, 41 546956 / 211814 |              |
| ja   | Datei hochladen · Wikidata zu Ehemalige Hauptpost (Q29523050)                             | Ehemalige Hauptpost / Acien hôtel des postes KGS-Nr.: 10493                                                    | A    | G   | Rue Marie-Anne-Calame 5 547766 / 212243                                     |              |
| ja   | Datei hochladen · Wikidata zu Wohngebäude (Q29523070)                                     | Wohngebäude / Immeuble KGS-Nr.: 11624                                                                          | A    | G   | Rue du Crêt-Vaillant 28 547735 / 212314                                     |              |
| BW   | Datei hochladen · Wikidata zu Elektrizitätswerk La Rançonnière (Q29785983)                | Elektrizitätswerk La Rançonnière / Usine électrique de la Rançonnière KGS-Nr.: 03945                           | B    | G   | Les Brenets, La Rançonnière 545074 / 211575                                 |              |
| BW   | Datei hochladen · Wikidata zu Col des Roches, mesolithisch-neolithischer Abri (Q29785975) | Col des Roches, mesolithisch-neolithischer Abri / Col-des-Roches, abri mésolithique-néolithique KGS-Nr.: 04036 | B    | F   | Col des Roches 545406 / 211292                                              |              |
| BW   | Datei hochladen · Wikidata zu Bauernhof bei Le Crozot (Q29785977)                         | Bauernhof bei Le Crozot / Ferme au Crozot KGS-Nr.: 04038                                                       | B    | G   | Le Crozot 1 545979 / 209900                                                 |              |
| BW   | Datei hochladen · Wikidata zu Bauernhof Bourdonnière (Q29785979)                          | Bauernhaus La Bourdonnière / Ferme de la Bourdonnière KGS-Nr.: 04039                                           | B    | G   | Rue Girardet 14 548480 / 212779                                             |              |
| ja   | Datei hochladen · Wikidata zu Bahnhof Col-des-Roches (Q3098207)                           | Bahnhof Col-des-Roches / Gare du Col-des-Roches KGS-Nr.: 04040                                                 | B    | G   | Col-des-Roches 7 545858 / 211233                                            |              |
| ja   | Datei hochladen · Wikidata zu Bahnhof Le Locle (Q935212)                                  | Bahnhof Le Locle / Gare de la ville du Locle KGS-Nr.: 04041                                                    | B    | G   | Rue de la Gare 1 547390 / 212092                                            |              |
| ja   | Datei hochladen · Wikidata zu Kunstmuseum (Gebäude) (Q29785981)                           | Kunstmuseum (Gebäude) / Musée des Beaux-Arts (bâtiment) KGS-Nr.: 04044                                         | B    | G   | Rue Marie-Anne-Calame 6 547750 / 212251                                     |              |
| ja   | Datei hochladen · Wikidata zu Französische Kirche (Q16266362)                             | Französische Kirche / Temple français KGS-Nr.: 04046                                                           | B    | G   | Rue Sylvain-Mairet 1 547651 / 212139                                        |              |
| ja   | Datei hochladen · Wikidata zu Kunstmuseum Le Locle (Q27484221)                            | Kunstmuseum (Sammlung) / Musée des Beaux-Arts (collection) KGS-Nr.: 08752                                      | B    | S   | Rue Marie-Anne-Calame 6 547748 / 212259                                     |              |
| BW   | Datei hochladen · Wikidata zu Gemeindearchiv Le Locle (Q131469232)                        | Gemeindearchiv / Archives communales KGS-Nr.: 17486                                                            | B    | S   | Avenue de l’Hôtel-de-Ville 1 547365 / 211870                                |              |